# Chronicle
|  | Denne artikel er oprettet af botten PalnaBot ud fra en ekstern database. Den kan derfor have sproglige fejl eller mangler. Denne skabelon kan fjernes efter kontrol af indholdet. |

Chronicle er en eksperimentalfilm fra 1992 instrueret af Britta Sørensen efter manuskript af Britta Sørensen.

## Handling
(LIVSSTIL - REKLAME).